# Guilherme Weber
Guilherme Weber (11 de julio de 1972 en Curitiba, Brasil) es un actor, autor y director brasileño. Actualmente interpreta a Ariel, un proxeneta judío en la serie de televisión El negocio (serie)
Guilherme Weber tiene una sólida carrera en teatro, empezando su carrera en 1991. En 1993,funda junto con el también curibitano Felipe Hirsch, la Sutil Companhia de Teatro. En el mismo año,un espectáculo de la compañía recibe 17 premios.
En telenovelas, debuta con una participación especial en Um Anjo Caiu do Céu. También fue parte en un episodio de Os Normais.
Su papel más activo y conocido fue el que tomó en El color del pecado (2004) interpretando al segundo villano, llamado Tony y fue acompañado en ese papel de villano por Giovanna Antonelli.

## Trayectoria
- 2020 - Submersos - João Branco
- 2020 - Reality Z (serie) - Brandaõ / "Zeus"
- 2019 - Pega Pega - Douglas / Brigitte
- 2013 - El negocio (serie) - Ariel
- 2010 - Tempos Modernos - Albano / Padre  Isidro
- 2009 - Malhação - João Monteiro Miranda
- 2008 - O Natal do Menino Imperador - Marquês de Itanhaém
- 2008 - Casos e Acasos .... Sérgio
- 2008 - Casos e Acasos .... Rodrigo
- 2008 - Ciranda de Pedra .... Arthur Xis
- 2008 - Queridos Amigos .... Benny (Benjamin Stain Aguilar)
- 2007 - A História de Poty .... porteiro do cinema (Série da RPC - Rede Globo Paraná)
- 2007 - Malhação .... Leôncio Gurgel
- 2005 - Belíssima .... Freddy Schneider
- 2005 - Carandiru, Outras Histórias .... Dudu
- 2004 - El color del pecado .... Tony (Antônio Almeida)
- 2002 - Os Normais .... Pedro Paulo
- 2001 - Um Anjo Caiu do Céu .... Carl

### Cine
- 2004 - Árido Movie
- 2004 - Nina
- 2004 - Olga
- 1998 - Cruz e Sousa - O Poeta do Desterro
- 1998 -Fui-Rei (curta-metragem)